# Váthia (Arcadie)
Váthia (grec moderne : Βάθηα) est une localité située dans le dème de Cynourie-du-Nord, dans le district régional d'Arcadie, dans la périphérie du Péloponnèse, en Grèce.
Selon le recensement de 2021, elle compte 11 habitants.